# 36th Infantry Division (Vereinigte Staaten)
Die 36th Infantry Division (Spitzname: Arrowhead – „Pfeilspitze“; auch bekannt als Lone Star oder Panther Division) ist eine Infanteriedivision der United States Army, die am Ersten und Zweiten Weltkrieg teilnahm und seit 2004 als Teil der Texas Army National Guard wieder aktiv ist.

## Geschichte

### Erster Weltkrieg

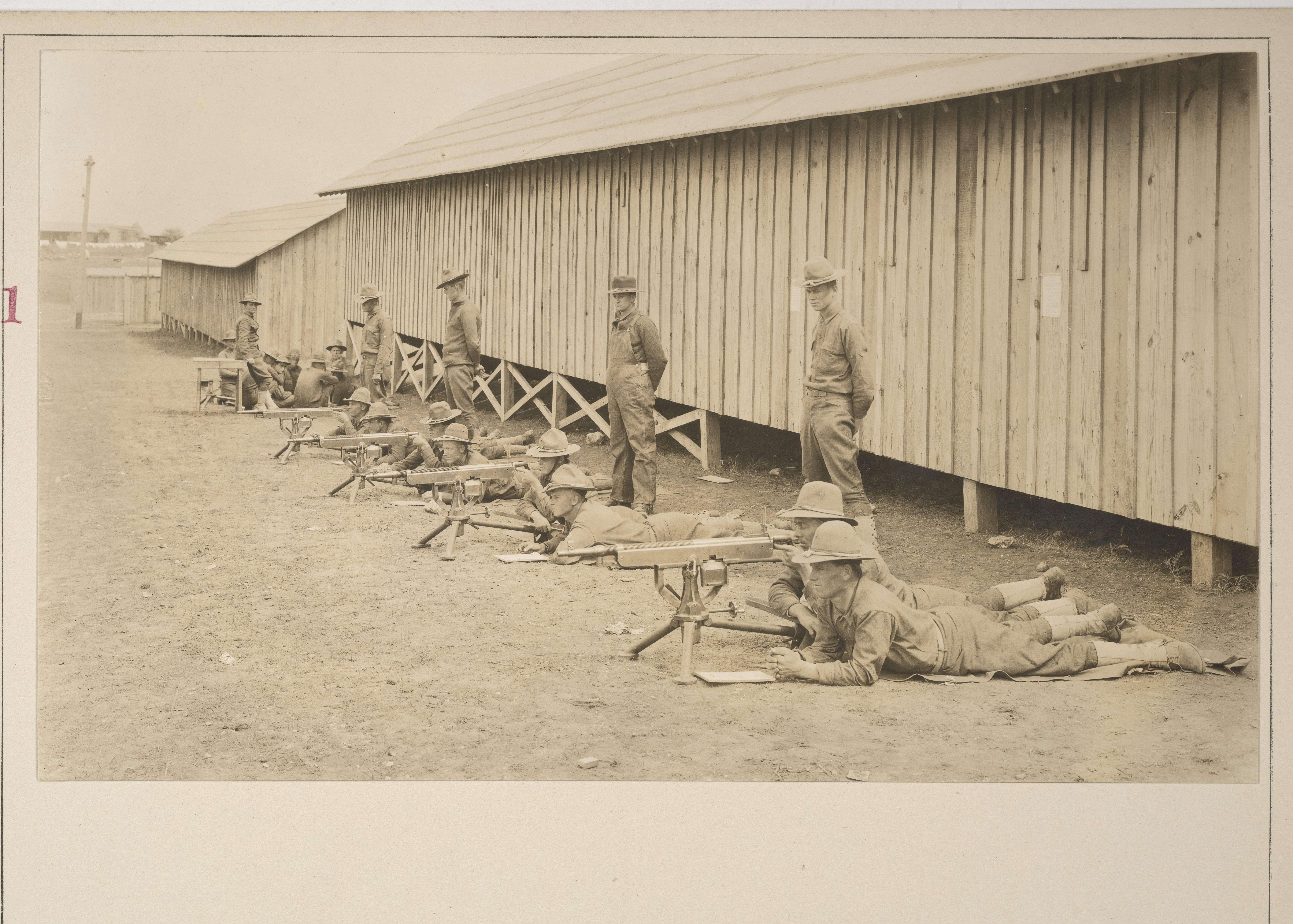
Angehörige des 131st Machine Gun Battalion bei der Ausbildung in Camp Bowie

Am 18. Juli 1817 erging die Anweisung des Kriegsministeriums der Vereinigten Staaten, aus Truppen der Nationalgarde der Bundesstaaten Texas und Oklahoma die 36th Infantry Division aufzustellen. Die Division erhielt am 23. August 1917 in Camp Bowie, Fort Worth, Texas, ihren ersten Kommandeur und durchlief anschließend eine Vorbereitung auf ihren Einsatz an der Westfront. Im Juli 1918 ging das Hauptquartier und der Großteil der Division über Camp Mills, New York, an Bord der SS George Washington und über den Atlantik und traf am 30. Juli in Brest, Frankreich, ein. Weitere Teile der Division landeten in Bordeaux, Le Havre und Saint-Nazaire sowie in englischen Häfen. Im Raum Bar-sur-Aube erfolgte das abschließende Training. Teile der Division nahmen an der Schlacht von St. Mihiel und der Maas-Argonnen-Offensive im Bereich der First United States Army teil, der Hauptteil verblieb zunächst in der Reserve der französischen Groupe d’armées du Centre.
Am 4. Oktober 1918 wurde die Division der französischen 4e armée zugeteilt. Die 71st Infantry Brigade und das 111th Field Signal Battalion wurden der 2nd Infantry Division attachiert und übernahmen einen Frontabschnitt westlich von Orfeuil, wo ihnen am 8. Oktober die Einnahme von Saint-Étienne-à-Arnes gelang. Die Division als Ganzes (abzüglich Artillerie) nahm vom 10. bis 28. Oktober an der Maas-Argonnen-Offensive teil, wobei die 2nd Infantry Division abgelöst wurde. Anschließend von französischen Truppen abgelöst, verlegte sie in den Raum Triaucourt zur First Army für weiteres Training, bis der Waffenstillstand von Compiègne eintrat. Im Mai 1919 verließen die ersten Truppen das amerikanische Einschiffungszentrum Le Mans für die Rückreise über den Atlantik und die anschließende Demobilisierung. Das 142nd Infantry Regiment setzte in den Kämpfen Choctaw-Sprechende für die telefonische Kommunikation ein, eine frühe Form der später im Zweiten Weltkrieg bekannten Code Talkers.

#### Gliederung
- 71st Infatry Brigade
  - 141st Infantry Regiment
  - 142nd Infantry Regiment
  - 132nd Machine Gun Battalion
- 72nd Infantry Brigade
  - 143rd Infantry Regiment
  - 144th Infantry Regiment
  - 133rd Machine Gun Battalion
- 61st Field Artillery Brigade
  - 131st Field Artillery Regiment (75 mm)
  - 132nd Field Artillery Regiment (75 mm)
  - 133rd Field Artillery Regiment (155 mm)
  - 111th Trench Mortar Battery
- Divisionstruppen
  - 131st Machine Gun Battalion
  - 111th Engineer Regiment
  - 111th Field Signal Battalion
  - Headquarters Troop
- Trains
  - 111th Train Headquarters and Military Police
  - 111th Ammunition Train
  - 111th Supply Train
  - 111th Engineer Train
  - 111th Sanitary Train (Ambulance Companies and Field Hospitals 141–144)

#### Kommandeure

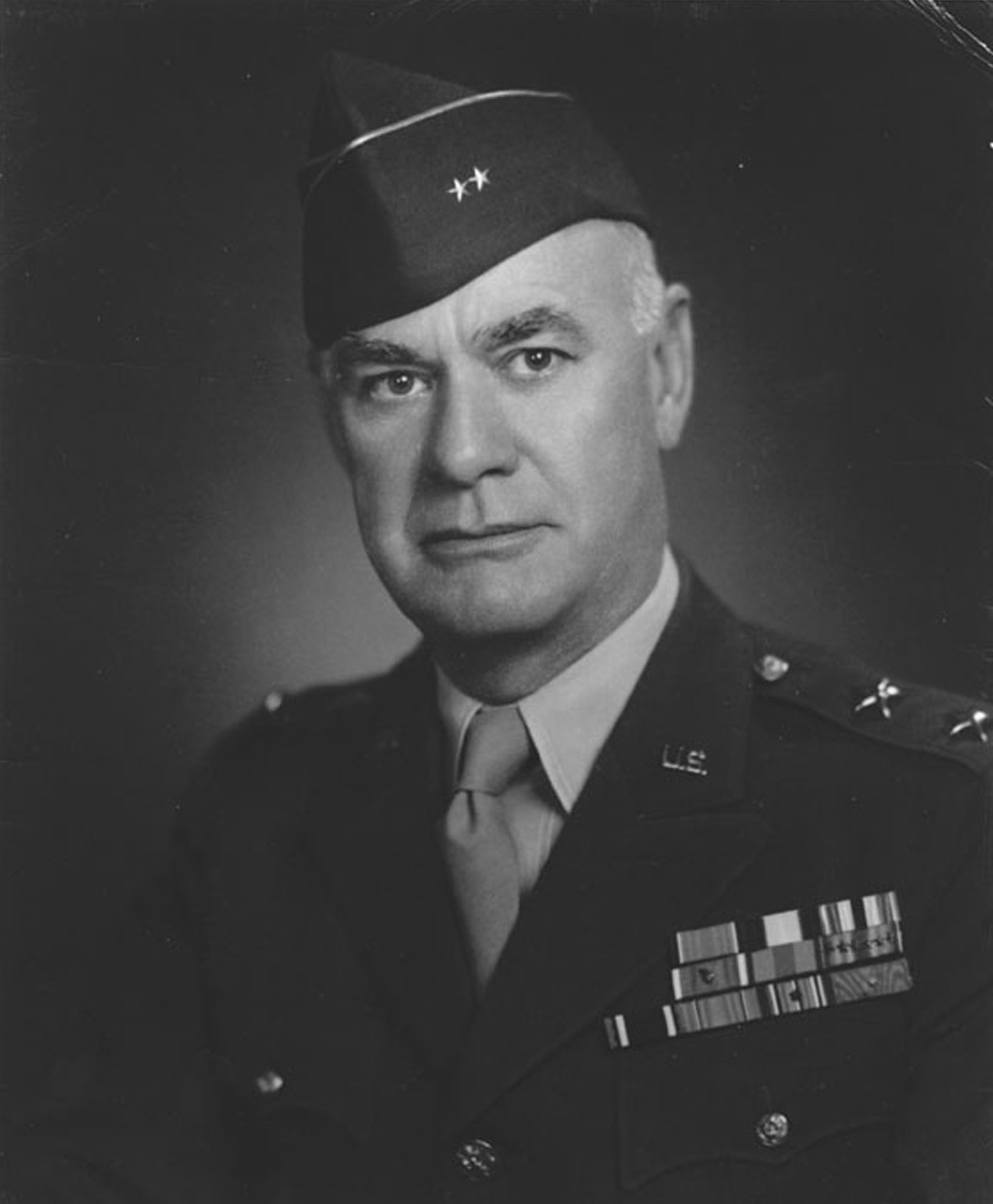
Fred L. Walker
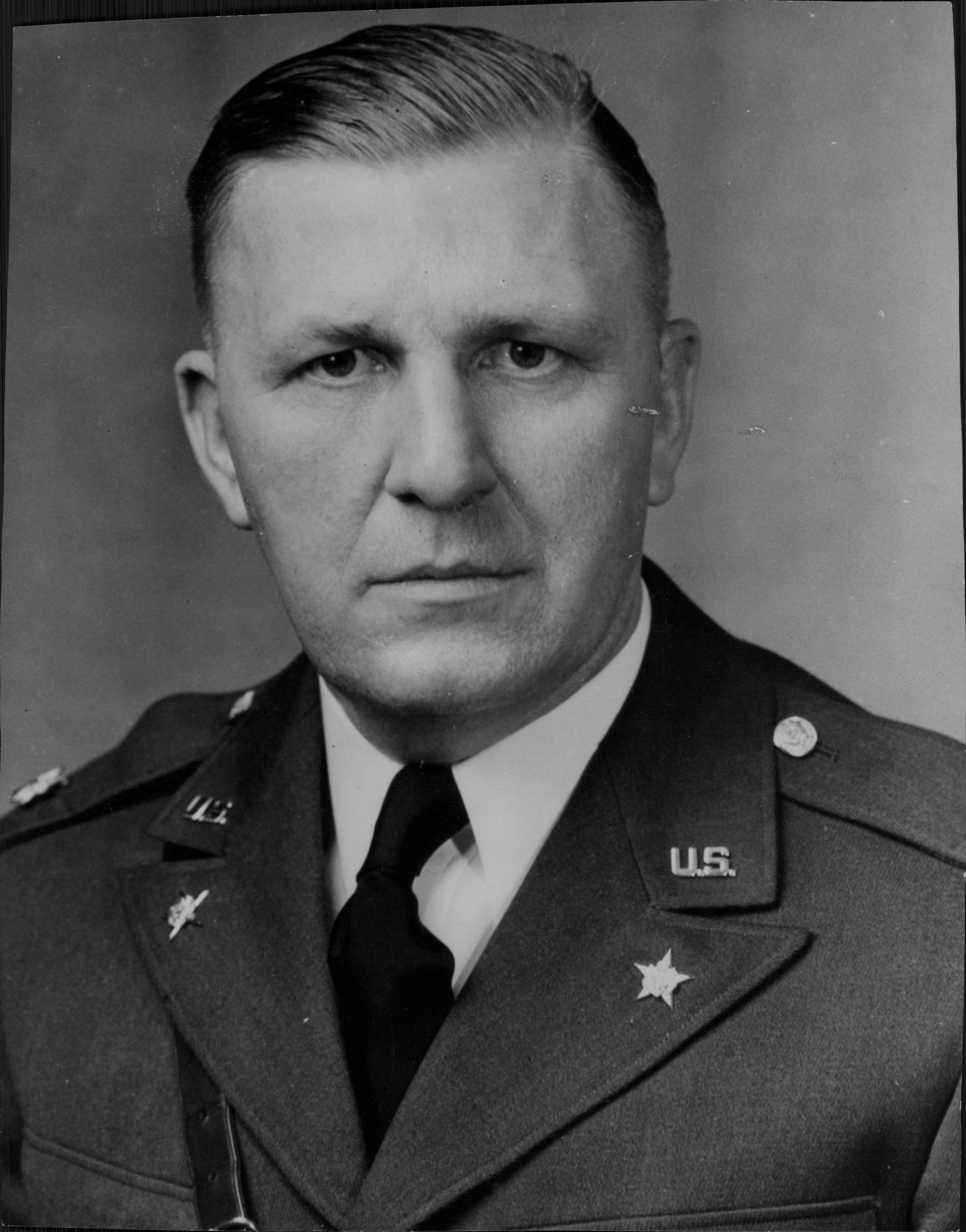
John Dahlquist

- BG/MG Edwin St. John Greble (23. August 1917 bis 8. Juli 1918)
- BG George Blakely (1917/1918; kommissarisch)
- BG John A. Hulen (8. bis 13. Juli 1918; kommissarisch)
- MG William R. Smith (13. Juli 1918 bis 18. Juni 1919)
- BG Pegram Whitworth (25. bis 30. März 1919; kommissarisch)
- BG George H. Jamerson (4. bis 14. Mai 1919; kommissarisch)

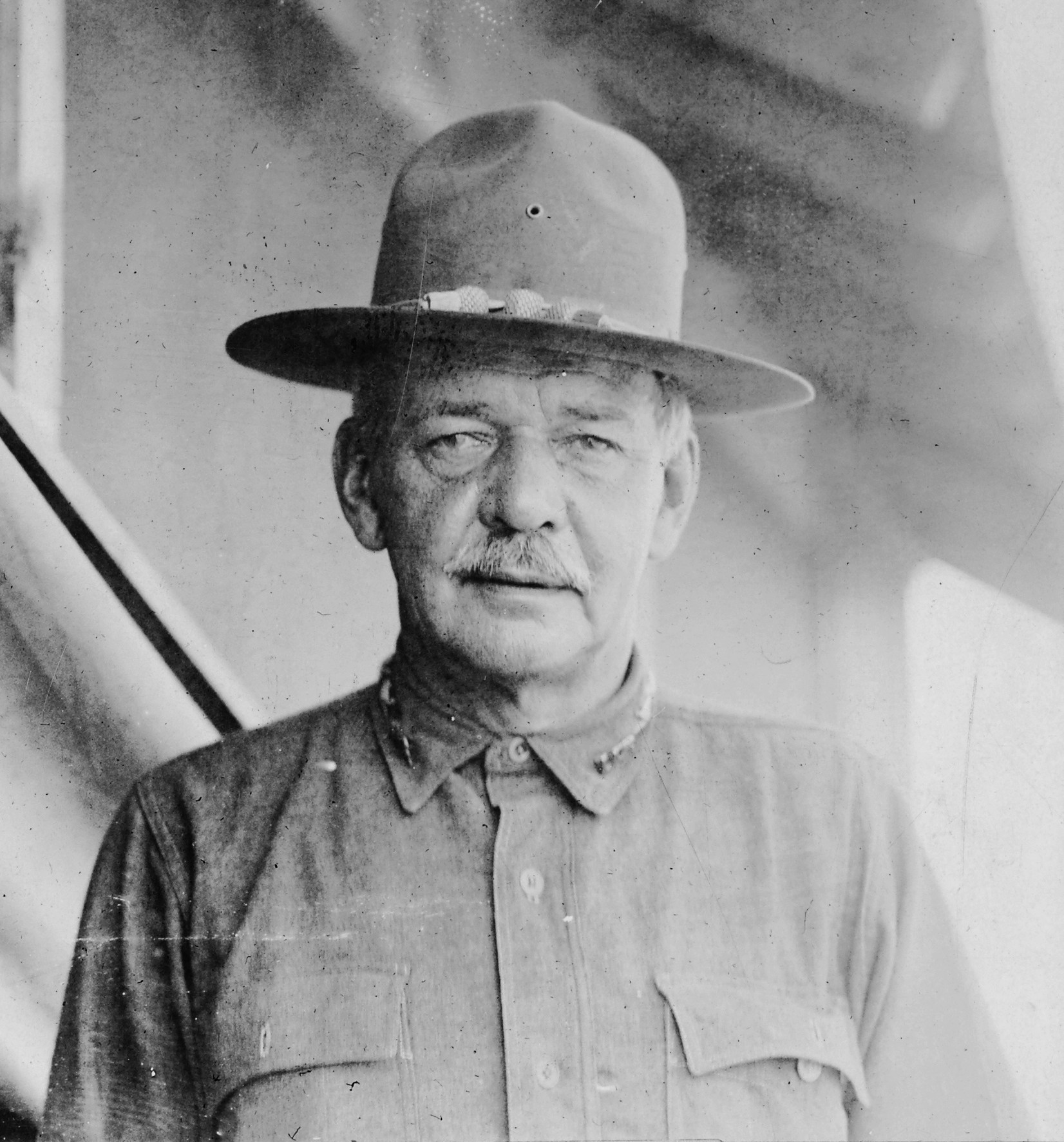
Edwin St. John Greble
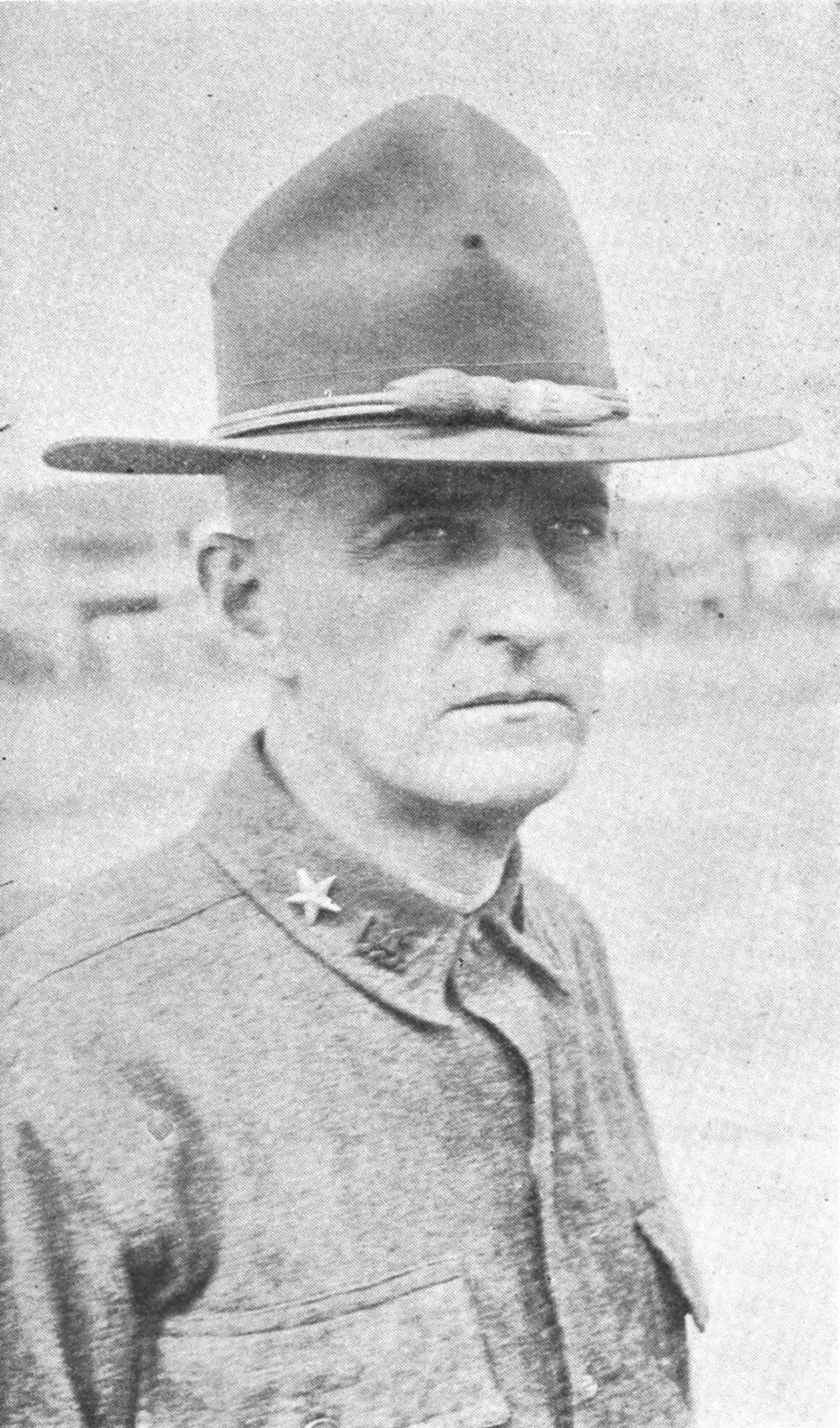
George Blakely
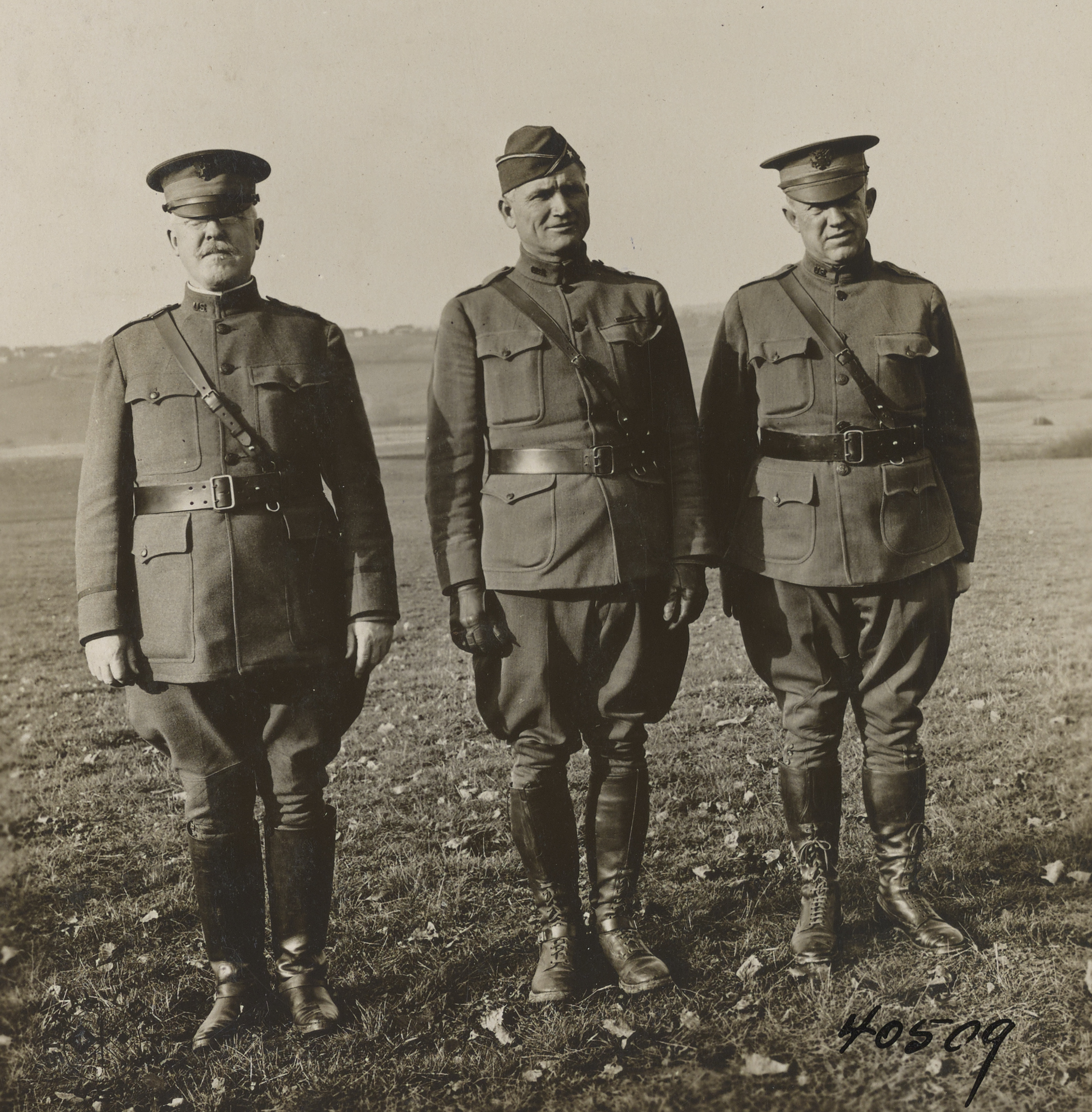
v. l. n. r. William R. Smith, John A. Hulen, Pegram Whitworth
George H. Jamerson

### Zwischenkriegszeit
Gemäß dem National Defense Act 1920 wurde die Division dem Staat Texas zugewiesen und 1921 dem VIII Corps unterstellt (die Truppenteile aus Oklahoma wurden der 45th Infantry Division zugewiesen). Das Divisionshauptquartier wurde 1923 in Houston reorganisiert. Es nahm 1930 seinen neuen Standort in Fort Worth ein und wurde 1936 nach San Antonio verlegt. Die Division, abzüglich der 61st Field Artillery Brigade, hielt 1922/23 Sommerübungen in Camp Mabry, Austin, 1924 in Fort Crockett an der Galveston Bay und 1925 erneut in Camp Mabry ab. 1925 wurde das Camp Palacios (ab 1930 Camp Hulen) an der Matagorda Bay eröffnet, wo die Division ab 1926 ihre jährlichen Übungen abhielt. Die 61st Field Artillery Brigade trainierte jährlich in Camp Bullis nahe San Antonio, wo sich ein Artillerieschießplatz befand.

### Zweiter Weltkrieg

#### Aufstellung und erstes „Lost Battalion“
Die Division wurde am 25. November 1940 im Camp Bowie nahe Brownwood, Texas, erneut mobilisiert und nahm anschließend an verschiedenen Übungen und Manövern in Vorbereitung auf einen Einsatz in Übersee teil. Im Februar 1942 wurde sie von einer viergliedrigen in eine triangulare Division umformiert.
Im November 1941 war das 2nd Battalion, 131st Field Artillery Regiment detachiert und mit anderen Bataillonen der 26th Field Artillery Brigade unterstellt worden, die mit dem Pensacola-Konvoi zur Verstärkung der Verteidigung auf die Philippinen entsandt wurde. Dieses Bataillon, bestehend aus Angehörigen der texanischen Nationalgarde, wurde in den Kämpfen während der japanischen Invasion Javas im März 1942 isoliert und großteils gefangengenommen, ohne dass Nachrichten davon die USA erreichten. Erst 1945 kehrten die Überlebenden aus der Gefangenschaft zurück. Es wurde damit zum ersten amerikanischen Lost Battalion  des Krieges.

#### Einsatz im Italienfeldzug

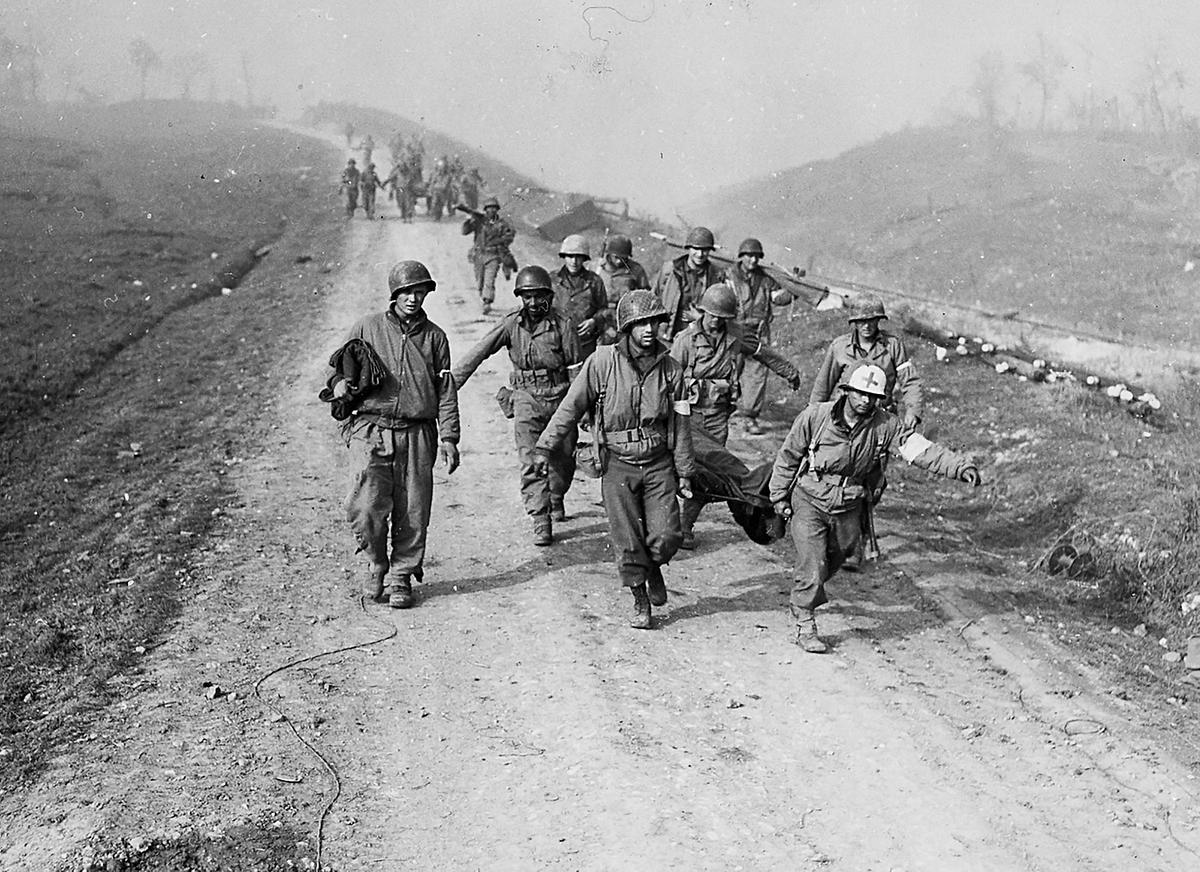
Verwundetentransport während der Kämpfe am Rapido, Januar 1944

Die Division landete am 13. April 1943 in Nordafrika und wurde anschließend in Arzew und Rabat auf ihren ersten Kampfeinsatz vorbereitet. Dieser fand am 9. September 1943 statt, als die Division bei Paestum im Golf von Salerno landete, um die Operation Avalanche zu unterstützen. Gegen heftigen deutschen Widerstand konnte das Gebiet um Agropoli und Altavilla besetzt werden. Nach einer kurzen Auffrischung stand die 36th ab dem 15. November erneut im Kampf, diesmal an der Gustav-Linie. Sie nahm den Monte Maggiore, den Monte Lungo und das Dorf San Pietro trotz starker deutscher Gegenwehr aus ausgebauten Stellungen und widriger Wetterbedingungen ein. Dieser Teil der Divisionsgeschichte war geprägt von vergeblichen Versuchen zwischen dem 1. Januar und 8. Februar 1944, einen sicheren Brückenkopf über den Rapido zu errichten. Nach Angriffen in der Schlacht um Monte Cassino im Zusammenwirken mit der 34th Infantry Division und defensiven Kämpfen entlang des Rapido wurde die Division am 12. März 1944 erneut aus der Front gezogen.
Am 25. Mai 1944 landete die Division im Brückenkopf von Anzio, drang anschließend nordwärts vor und eroberte am 1. Juni Velletri. Am 5. Juni betrat sie als einer der ersten alliierten Verbände Rom. Weiter vorstoßend und bei Magliano auf harten Widerstand treffend, erreichte sie am 26. Juni Piombino, bevor sie abgelöst und in Vorbereitung auf ihren nächsten wichtigen Einsatz zurück nach Paestum verlegt wurde.

#### Von der Landung in Südfrankreich bis zum Kriegsende in Tirol

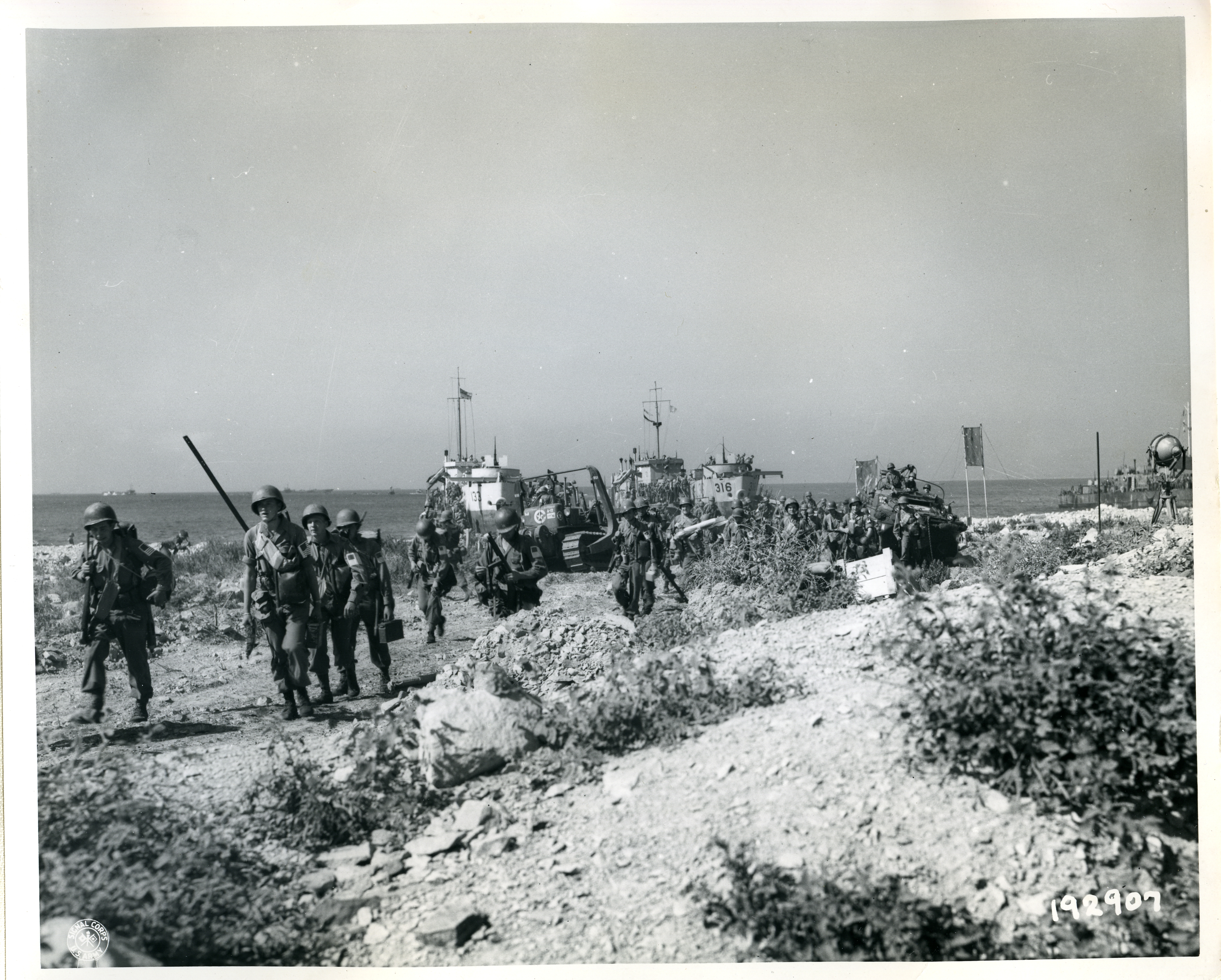
Angehörige der Division nach der Landung in Südfrankreich

Am 15. August unternahm die Division eine weitere Angriffslandung, Teil der Operation Dragoon, im Raum Saint-Raphaël–Fréjus an der Côte d’Azur, Südfrankreich, wobei sie nur auf geringen deutschen Widerstand traf. Ihr zügiges Vorstoßen öffnete den Zugang zum Tal der Rhone, und bereits am 28. August konnte Montélimar eingenommen werden, wodurch große deutsche Truppenteile von ihrem Rückzugsweg abgeschnitten wurden. Die Division drang anschließend weiter nordwärts vor und erreichte in der zweiten Septemberhälfte Remiremont an der Mosel und in den Ausläufern der Vogesen.

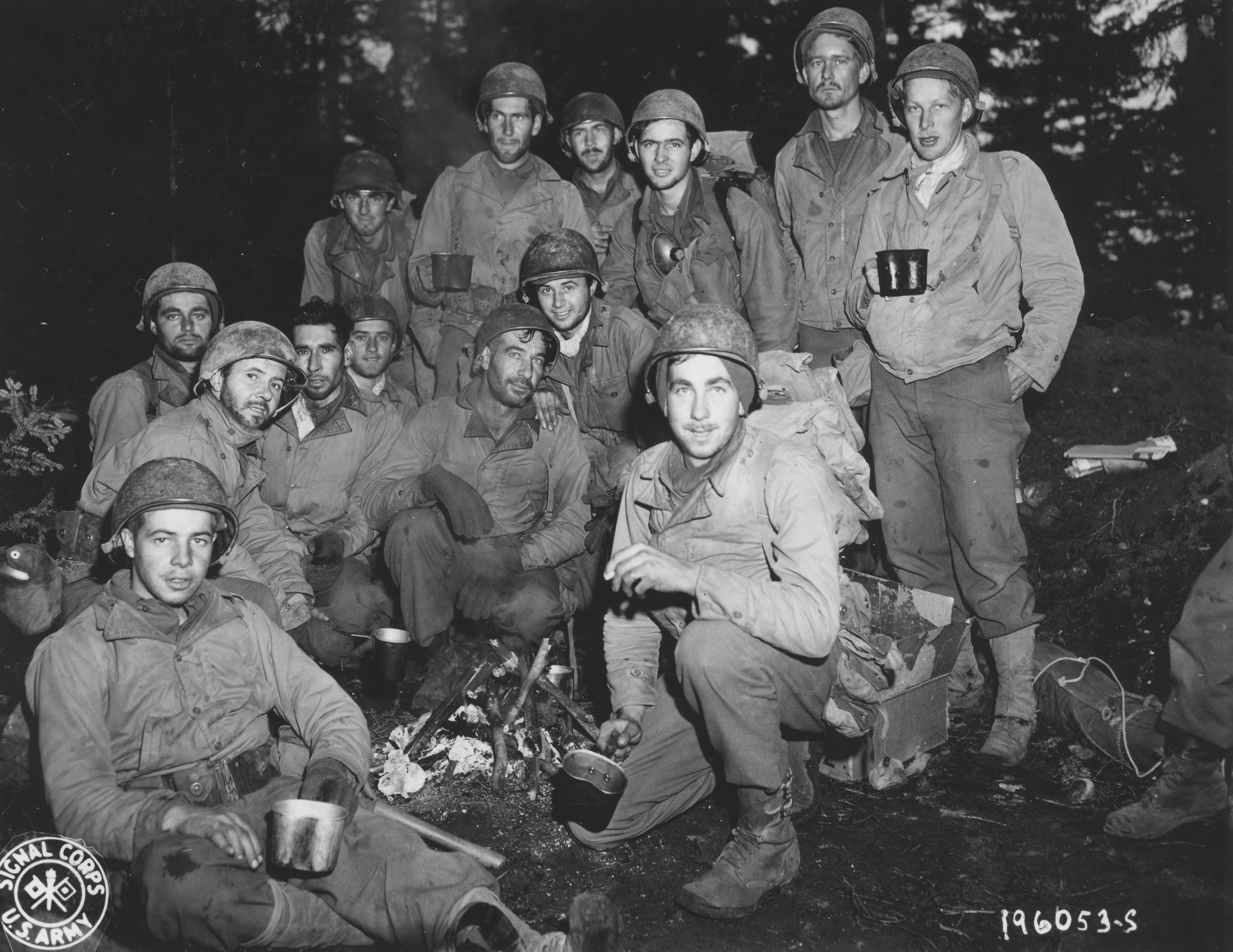
Angehörige des Lost Battalion nach ihrem Entsatz, Oktober 1944

Im Oktober wurde sie durch das japanisch-amerikanische 442nd Regimental Combat Team verstärkt. Während der Kämpfe in den Vogesen wurde das 1st Battalion, 141st Infantry von seinem Regiment abgeschnitten und wurde erst nach mehreren Tagen durch das 442nd RCT wieder freigekämpft. In schweren Angriffskämpfen überschritt die Division Ende November die Meurthe und den Pass Sainte Marie, um in die Elsässische Ebene zu gelangen.
Anfang Dezember 1944, im Zuge der Kämpfe um den Brückenkopf Elsass, wurde die Division zeitweilig der französischen 1. Armee unterstellt. Am 13. Dezember 1944, im Zusammenhang mit der wenige Tage später begonnenen Ardennenoffensive, starteten die Deutschen Gegenangriffe und die 36th Division wurde aus der Front gelöst und durch die 3rd Infantry Division ersetzt. Wenig später erhielt die 7. US-Armee eine Anfrage des SHAEF, zwei Divisionen für eine neuzubildende Reserve freizumachen, und die 36th Division wurde als eine davon ausgewählt. Bereits am 20. Dezember ging die Division wieder in die Front, diesmal nördlich von Straßburg, wobei sie heftige Kämpfe bei Hagenau und Oberhoffen an der Moder-Linie sowie bei Wissembourg zu bestehen hatte.
Nach der alliierten Rheinüberquerung im März 1945 blieb die Division hinter der vorrückenden Front in der Pfalz und im Saarland zurück und übernahm hier Besatzungsaufgaben. In den letzten Kriegstagen ging sie vom Raum Künzelsau in südostwärtiger Richtung vor und erreichte bis zur Kapitulation Kitzbühel in Tirol. In diesen Schlusskämpfen um die „Alpenfestung“ gelang die Gefangennahme von Wehrmachts- und NS-Größen wie Hermann Göring, Gerd von Rundstedt, Hugo Sperrle, Robert von Greim, Hans Frank, Max Amann und Leni Riefenstahl sowie von Miklós Horthy und die Befreiung der prominenten französischen Politiker und Militärs Édouard Daladier, Paul Reynaud, Maxime Weygand und Maurice Gamelin.

#### Gliederung
- Headquarters, 36th Infantry Division
- 141st Infantry Regiment
- 142nd Infantry Regiment
- 143rd Infantry Regiment
- Headquarters and Headquarters Battery, 36th Infantry Division Artillery
  - 131st Field Artillery Battalion (105 mm)
  - 132nd Field Artillery Battalion (105 mm)
  - 133rd Field Artillery Battalion (105 mm)
  - 155th Field Artillery Battalion (155 mm)
- 111th Engineer Combat Battalion
- 111th Medical Battalion
- 36th Cavalry Reconnaissance Troop (Mechanized)
- Headquarters, Special Troops, 36th Infantry Division
  - Headquarters Company, 36th Infantry Division
  - 736th Ordnance Light Maintenance Company
  - 36th Quartermaster Company
  - 36th Signal Company
  - Military Police Platoon
  - Band
- 36th Counterintelligence Corps Detachment

#### Kommandeure
- MG Claude V. Birkhead
- MG Fred L. Walker
- MG John Dahlquist

- Fred L. Walker
- John Dahlquist

### Nachkriegszeit

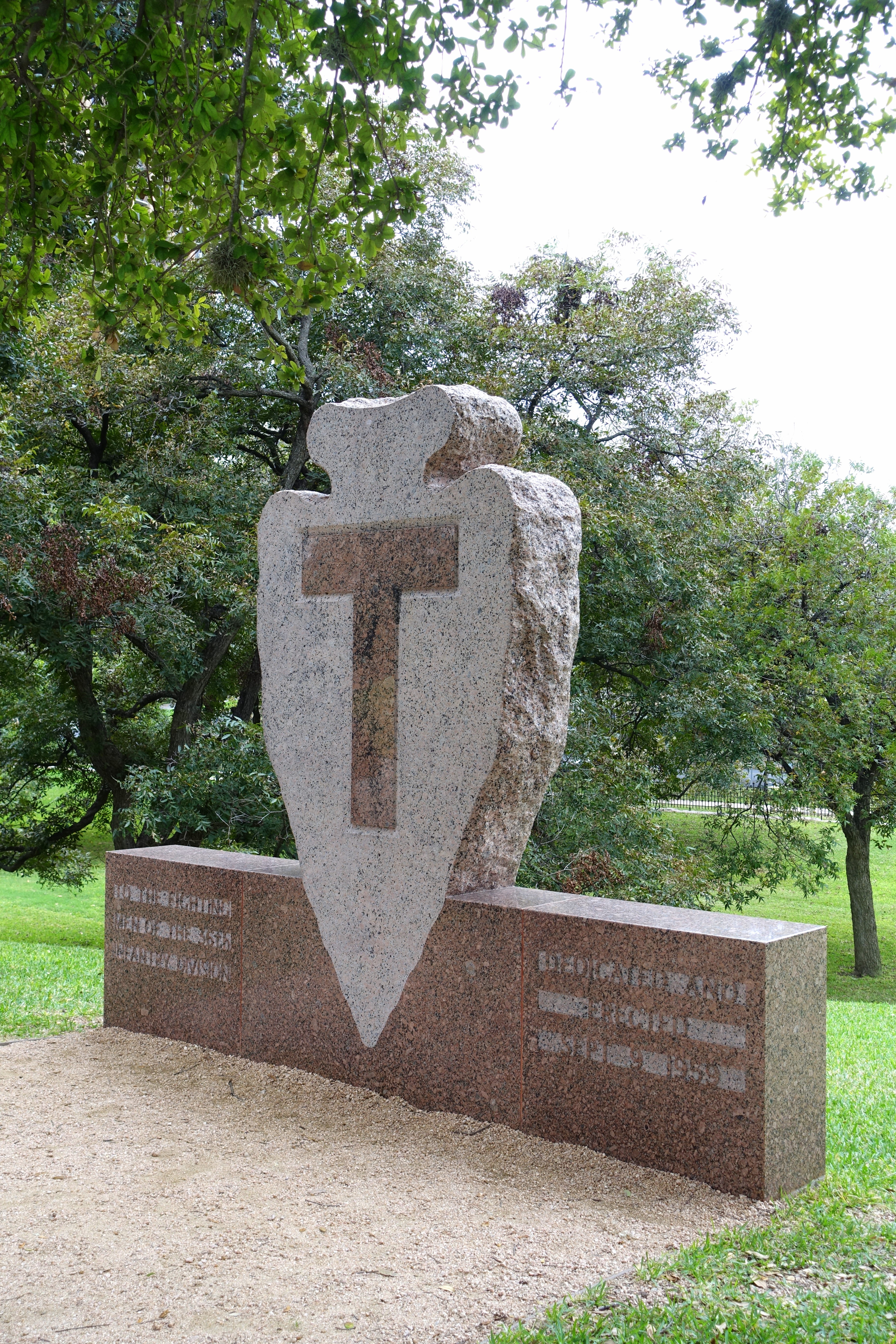
36th Infantry Division Memorial (errichtet 1959) auf dem Gelände des Texas State Capitol in Austin

Die Division blieb im Nachkriegsdeutschland für sechs Monate als Besatzungstruppe eingesetzt, bevor sie im Dezember 1945 in die USA zurückkehrte, wo sie demobilisiert wurde. 1946 gründeten Veteranen die bis heute fortbestehende 36th Division Association.
Nachdem das War Department 1946 entschieden hatte, Verbände der Nationalgarde den jeweiligen Gouverneuren der Einzelstaaten zu unterstellen, wurde die 36th Division reaktiviert. Die Division erfuhr 1959 eine größere Umstrukturierung, dabei wurden statt Regimentern Kampfgruppen gebildet (ab 1963 Brigaden) und Teile mit der texanischen 49th Armored Division getauscht. Während der Kubakrise 1961/62 wurde sie für zwölf Monate in den aktiven Dienst gerufen. 1965 wurde eine separate 36th Infantry Brigade, vorrangig aus Einheiten der 36th Division, gebildet, die als High-Readiness-Verband innerhalb von einer Woche mobilisiert werden können sollte.
Bei einer erneuten Reorganisation der US-Army-Reserve wurde beschlossen, die Division bis Januar 1968 aufzulösen. Ein Teil der Einheiten wurde genutzt, um die 71st Infantry Brigade (Airborne) zu bilden, die einzige luftbewegliche Brigade in der Reserve der United States Army. Die 36th Infantry Brigade (Separate) und die 71st Infantry Brigade (Airborne) wurden somit zu den Nachfolgeverbänden der 36th Infantry Division. Die Tradition der Division und ihre Auszeichnungen (englisch lineage & honors) wurden von der 36th Brigade der in New Jersey beheimateten 50th Armored Division fortgeführt.

### Seit 2004
Am 1. Mai 2004 wurde die 49th Armored Division der Texas Army National Guard deaktiviert und ihre 36h Infantry Brigade wieder zur 36th Infantry Division umgewidmet. Die offizielle Zeremonie fand im Oktober 2004 statt.
Teile der Division wurden unter anderem bei der KFOR, im globalen Krieg gegen den Terror und in der Operation New Dawn im Irak (2010–2011) eingesetzt.

## Aktuelle Gliederung

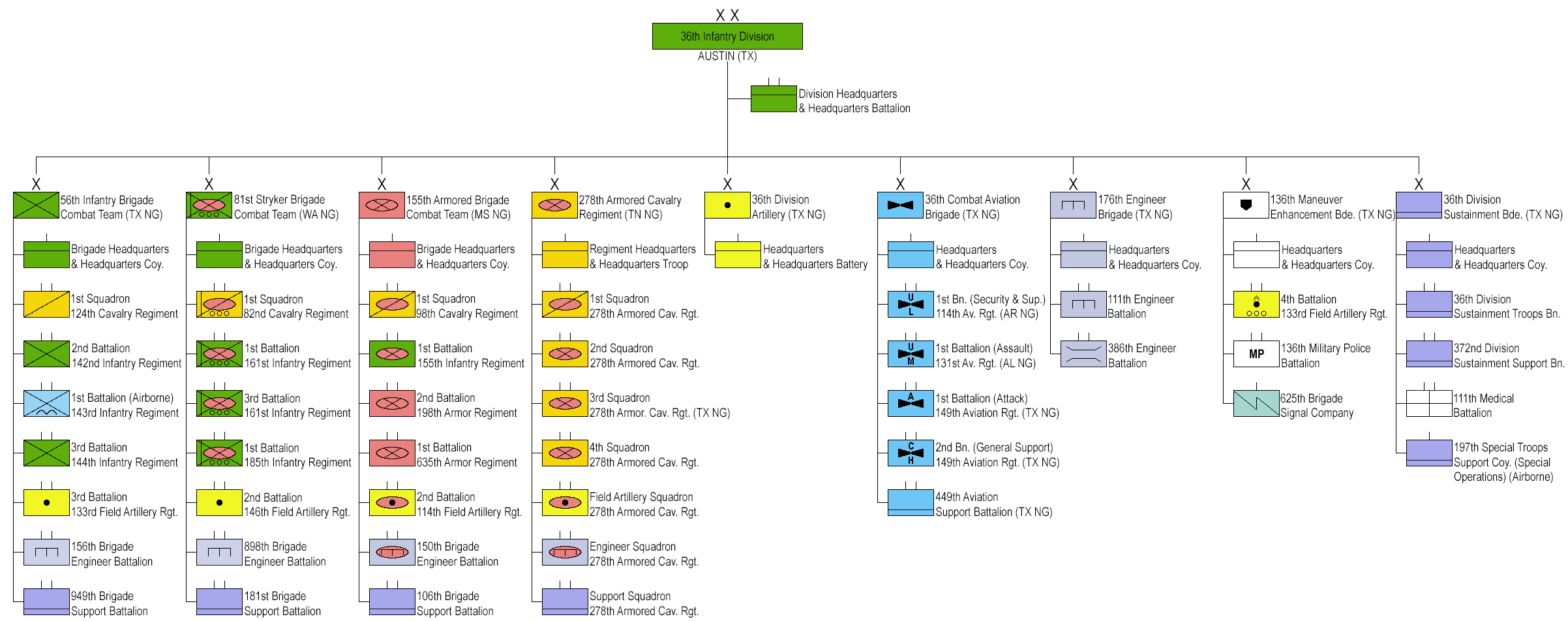
Gliederung 2023

- Division Headquarters and Headquarters Battalion
- 56th Infantry Brigade Combat Team (Texas NG)
- 72nd Infantry Brigade Combat Team (Texas NG)
- 81st Stryker Brigade Combat Team (Washington NG)
- 155th Armored Brigade Combat Team (Mississippi NG)
- 278th Armored Cavalry Regiment (Tennessee NG)
- 36th Combat Aviation Brigade (Texas NG)
- 36th Infantry Division Artillery (gemischt)
- 136th Maneuver Enhancement Brigade (Texas NG)
- 176th Engineer Brigade
- 36th Sustainment Brigade
- 111th Sustainment Brigade (New Mexico NG)

## Kommandeure seit 2004
- Major General Michael Taylor (1. Mai 2004 – 1. April 2006)
- Major General John T. Furlow (1. April 2006 – 1. Oktober 2007)
- Major General Jose S. Mayorga (1. Oktober 2007 – 17. April 2009)
- Major General Eddy M. Spurgin (18. April 2009 – 20. Januar 2012)
- Major General James K. Brown (21. Januar 2012 – 31. Mai 2014)
- Major General Lester Simpson (1. Juni 2014 – 30. April 2017)
- Major General S. Lee Henry (1. Mai 2017 – 3. September 2018)
- Major General Patrick M. Hamilton  (4. September 2018 – 30. Oktober 2021)
- Major General Charles K. Aris (30. Oktober 2021 – 17. März 2022)
- Major General Ronald W. Burkett II (17. März 2022 – 31. Mai 2024)
- Major General John B. Bowlin (seit 31. Mai 2024)